# Microplitis perelegans
Microplitis perelegans är en stekelart som först beskrevs av Charles Thomas Bingham 1906.  Microplitis perelegans ingår i släktet Microplitis och familjen bracksteklar. Inga underarter finns listade i Catalogue of Life.